# 佩雷莫哈 (洛佐瓦區)
49°2′37″N 36°21′51″E / 49.04361°N 36.36417°E
佩雷莫哈（烏克蘭語：Перемога）是位於烏克蘭東部的村莊，由哈爾科夫州洛佐瓦區的洛佐瓦市鎮負責管轄。該村距離海爾塞瓦尼夫卡3公里，始建於1926年，面積0.68平方公里，海拔高度162米，2001年人口534人。